# Brus Laguna

Brus Laguna é uma cidade hondurenha do departamento de Gracias a Dios.